# George Jones (zenész)
George Jones, (Saratoga, 1931. szeptember 12. – Nashville, 2013. április 26.) amerikai countryzenész, énekes, dalszerző.

## Pályafutása
George Glenn Jones a texasi Saratogában született. Egy szegény család nyolc gyermekének egyike. apja alkoholista volt, ezért néha erőszakossá vált. „Apánk szerettei voltunk, amikor józan volt, de a foglyai, amikor részeg volt” – írta az „I Lived to Tell It All” című önéletrajzában. Jones és családtagjai szerették a zenét, gyakran énekeltek együtt. Szívesen hallgatták a rádióztak, rendszeresen hallgatták a Grand Ole Opry műsorait.
Jones kilencéves korában apjától egy gitárt kapott. Tehetségesnek bizonyult. Az utcára kiküldték pénzt keresni a család számára. Tinédzser korában már a texasi bárokban is játszott.
Tizenhatévesen a texasi Jasperben énekesként dolgozott a helyi KTXJ-FM rádióállomásnál. Hank Williamsért rajongott.
Néhány évvel később Beaumontban és 1950-ben feleségül vette Dorothy Bonvilliont. Susan lányuk rövid életű volt, talán részben Jones italozás miatti kirobbanó indulatai miatt is.
Katonáskodása után komolyan a zenélés felé fordult. 1955-ben Jones a „Why Baby Why” című dala országosan a legjobb tízbe került. További karrierje során ezt a sikert a slágerlistákon gyakran elérte. Rendre slágereket adott ki előadóként és duettpartnerként az ország legnagyobb sztárjaival, különösen Tammy Wynette-tel, aki a harmadik felesége volt.
Személyes démonaival küzdve is lenyűgöző zenei hagyatékot halmozott fel. 2012-ben Grammy-életműdíjat kapott.
George Jonest első sikereitől kezdve az egyik legjobb countyénekesként tartják számon. Waylon Jennings így írt: „Ha mindannyian úgy hangoznánk, ahogy akarunk, mindannyian George Jonesnak hangzanánk.” Az amerikai Rolling Stone felmérésében a 43. a száz legjobb énekes listáján. Csak Johnny Cash és Hank Williams végzett előtte a maga műfajában. Keith Richards, aki a „Say It's Not You” című dalt duettként rögzítette vele, Frank Sinatrát idézi Life című könyvében: 
– George Jones a második legjobb énekes ebben az országban.
– És ki a legjobb, Frank?

## Top Ten-dalok
1. Why Baby Why (1955)
2. White Lightning (1959)
3. Tender Years (1961)
4. She Thinks I Still Care (1962)
5. Walk Through This World With Me (1967)
6. We're Gonna Hold On és Tammy Wynette (1973)
7. The Grand Tour (1974)
8. The Door (1975)
9. Golden Ring (és Tammy Wynette (1976)
10. Near You (és Tammy Wynette (1977)
11. He Stopped Loving Her Today (1980)
12. I Was Country When Country Wasn't Cool és Barbara Mandrell (1981)
13. Still Doin' Time (1981)
14. Yesterday's Wine és Merle Haggard (1982)
15. I Always Get Lucky With You (1983)

## Díjak
- Country Music Hall of Fame (1992)
- National Defense Service Medal
- National Medal of Arts
- Grammy Életmű-díj (2012)
- Kennedy Center Honors (2008)